# لنحكي هذه القصة بشكل صحيح
«لنحكي هذه القصة بشكل صحيح» هي قصة قصيرة كاتبتها الراوية الأوغندية وكاتبة القصة القصيرة جينيفر نانسوبوغا ماكومبي. تم نشر القصة القصيرة في جرانتا عام 2014. تم ادراج القصة القصيرة للقائمة المختصرة لجائزة الكومنولث للقصة القصيرة لعام 2014،  وبرزت الفائزة الإقليمية، لمنطقة إفريقيا. كانت الفائزة اجمالا لجائزة الكومنولث للقصة القصيرة لعام 2014. تم إدراج القصة القصيرة في القائمة الطويلة لجائزة اتصالات للأدب لعام 2014.